# Phyllium asekiensis
Phyllium asekiensis är en insektsart som beskrevs av Detlef Grösser 2002. Phyllium asekiensis ingår i släktet Phyllium och familjen Phylliidae. Inga underarter finns listade i Catalogue of Life.